# Кандукури Виресалингам
Кандукури Виресалингам (телугу కందుకూరి వీరేశలింగం, 16 апреля 1848 —27 мая 1919) — индийский поэт и писатель

 на языке телугу, драматург, журналист, переводчик, ученый.

## Биография
Родился в селе близ Раджамандри (современный штат Андхра-Прадеш). В 1852 году потерял отца. Находился под опекой бабушки. В следующем году поступил в местную школу. В 1860 году он был зачислен в государственную школу в Раджамандри, где получил классическое образование. В 1867 году пытался поступить на государственную службу, впрочем неудачно.
После этого сосредоточился на общественной деятельности. Одновременно начал карьеру учителя. В 1874 году в одном из районов Раджамандри открыл школу для женщин. В 1876 году создает собственный журнал на языке телугу. В 1885 году принимал участие в первом заседании Индийского национального конгресса.
В 1887 году присоединяется к организации «Брахмо-самадж». Впоследствии становится одним из горячих сторонников его идеи гуманизма, распространение образования и знаний. Благодаря Виресалингаму создаются отделения Брахмо Самаджу в Мадрасе, Бангалоре, ряде других городов южной Индии. В 1908 году создает организацию «Хитакарини» (Благотворитель).

## Творчество
Всего в активе 130 книг. Литература телугу обязана Виресалингаму зарождением многих художественных жанров: романа, бытовой и пуранических драм, фарса, биографии и автобиографии, лирической поэмы. Он утвердил как литературный язык разговорный язык телугу. Писатель высмеивал нелепые формы традиционных верований и кастовых обычаев, выводил в своих произведениях карикатурные образы жрецов-брахманов. При всей склонности к гротескному преувеличению Виресалингам был первым в литературе телугу, кто внедрил в искусство реалии современной действительности, способствовал эстетическому осмыслению быта.
Для своих произведений писатель нередко использовал сюжеты европейских авторов. Так, в основу его лучших романов «Жизнь Раджашекхара» и «Путешествие Сатьяраджи» легли фабульные схемы «Векфильдского священника» и «Путешествий Гулливера».
Немалую роль в становлении жанра социально-бытовой реалистической драмы сыграла пьеса Виресалингама «Женитьба брахмана» — сатира на обычную в традиционном обществе практику брачного торга — мезальянса между богатым старцем-брахманом и девушкой из бедной семьи.
Среди «стихов» значимым является сборник, посвященный любви, сексу «Расикаджана» (1870 год).
В автором значительного произведения «История андхарских поэтов», которое стало первым трудом по истории литературы Андхари. Также первым составил собственную автобиографию на языке телугу.
Является автором «грамматики» телугу — «Нитикандрика».
Перевел многочисленные английские и санскритские тексты на язык телугу.